# Syntormon smitnovi
Syntormon smitnovi är en tvåvingeart som beskrevs av Stackelberg 1952. Syntormon smitnovi ingår i släktet Syntormon och familjen styltflugor. Inga underarter finns listade i Catalogue of Life.